# Terence O'Reilly
Pour les articles homonymes, voir O'Reilly.
Terence  Joseph James O'Reilly (né le 7 juin 1951 à Niagara Falls, dans la province de l'Ontario au Canada) est un joueur professionnel canadien de hockey sur glace.

## Carrière de joueur
Après une carrière junior avec les Generals d'Oshawa en Ontario, il se joint à l'organisation des Bruins de Boston lors de la saison 1971-1972. Il y joue la saison avec le club-école du club, les Braves de Boston. Il entame la saison suivante avec les Bruins et y évolue jusqu'au terme de sa carrière plus d'une dizaine d'années plus tard.
Il a participé à deux reprises au Match des étoiles de la Ligue nationale de hockey et fut capitaines des Bruins entre 1983 et 1985. Le 24 octobre 2002, son numéro est retiré par les Bruins.

## Carrière d'entraîneur
Il est nommé entraîneur-chef des Bruins de Boston en remplacement de Butch Goring en cours de saison 1986-1987. À sa première saison complète à la barre de l'équipe, il les mène à la finale de la Coupe Stanley mais le club s'incline face aux Oilers d'Edmonton. Au terme de la saison 1988-1989, il met temporairement un terme à sa carrière d'entraîneur professionnel.
Il revient en tant qu'entraîneur-adjoint en 2003 avec les Rangers de New York, poste qu'il occupe seulement deux saisons.

## Statistiques
| Saison     | Équipe            | Ligue      |     | Saison régulière | Saison régulière | Saison régulière | Saison régulière | Saison régulière |    | Séries éliminatoires | Séries éliminatoires | Séries éliminatoires | Séries éliminatoires | Séries éliminatoires |
| Saison     | Équipe            | Ligue      | PJ  | B                | A                | Pts              | Pun              | PJ               | B  | A                    | Pts                  | Pun                  |                      |                      |
| 1968-1969  | Generals d'Oshawa | OHA Jr.    | 45  | 5                | 15               | 20               | 87               | -                | -  | -                    | -                    | -                    |                      |                      |
| 1969-1970  | Generals d'Oshawa | OHA Jr.    | 54  | 13               | 36               | 49               | 60               | 6                | 1  | 5                    | 6                    | 22                   |                      |                      |
| 1970-1971  | Generals d'Oshawa | OHA Jr.    | 54  | 23               | 42               | 65               | 151              | -                | -  | -                    | -                    | -                    |                      |                      |
| 1971-1972  | Braves de Boston  | LAH        | 60  | 9                | 8                | 17               | 134              | 9                | 2  | 2                    | 4                    | 31                   |                      |                      |
| 1971-1972  | Bruins de Boston  | LNH        | 1   | 1                | 0                | 1                | 0                | -                | -  | -                    | -                    | -                    |                      |                      |
| 1972-1973  | Bruins de Boston  | LNH        | 72  | 5                | 22               | 27               | 109              | 5                | 0  | 0                    | 0                    | 2                    |                      |                      |
| 1973-1974  | Bruins de Boston  | LNH        | 76  | 11               | 24               | 35               | 94               | 16               | 2  | 5                    | 7                    | 38                   |                      |                      |
| 1974-1975  | Bruins de Boston  | LNH        | 68  | 15               | 20               | 35               | 146              | 3                | 0  | 0                    | 0                    | 17                   |                      |                      |
| 1975-1976  | Bruins de Boston  | LNH        | 80  | 23               | 27               | 50               | 150              | 12               | 3  | 1                    | 4                    | 25                   |                      |                      |
| 1976-1977  | Bruins de Boston  | LNH        | 79  | 14               | 41               | 55               | 147              | 14               | 5  | 6                    | 11                   | 28                   |                      |                      |
| 1977-1978  | Bruins de Boston  | LNH        | 77  | 29               | 61               | 90               | 211              | 15               | 5  | 10                   | 15                   | 40                   |                      |                      |
| 1978-1979  | Bruins de Boston  | LNH        | 80  | 26               | 51               | 77               | 205              | 11               | 0  | 6                    | 6                    | 25                   |                      |                      |
| 1979-1980  | Bruins de Boston  | LNH        | 71  | 19               | 42               | 61               | 265              | 10               | 3  | 6                    | 9                    | 69                   |                      |                      |
| 1980-1981  | Bruins de Boston  | LNH        | 77  | 8                | 35               | 43               | 223              | 3                | 1  | 2                    | 3                    | 12                   |                      |                      |
| 1981-1982  | Bruins de Boston  | LNH        | 70  | 22               | 30               | 52               | 213              | 11               | 5  | 4                    | 9                    | 56                   |                      |                      |
| 1982-1983  | Bruins de Boston  | LNH        | 19  | 6                | 14               | 20               | 40               | -                | -  | -                    | -                    | -                    |                      |                      |
| 1983-1984  | Bruins de Boston  | LNH        | 58  | 12               | 18               | 30               | 124              | 3                | 0  | 0                    | 0                    | 14                   |                      |                      |
| 1984-1985  | Bruins de Boston  | LNH        | 63  | 13               | 17               | 30               | 168              | 5                | 1  | 2                    | 3                    | 9                    |                      |                      |
| Totaux LNH | Totaux LNH        | Totaux LNH | 891 | 204              | 402              | 606              | 2 095            | 108              | 25 | 42                   | 67                   | 335                  |                      |                      |

## Trophées et honneurs personnels
Ligue nationale de hockey
- Participation au Match des étoiles de la Ligue nationale de hockey (2 fois) — 1975 et 1978